# 다우라역
다우라역(일본어: 田浦駅、たうらえき)은 일본 가나가와현 요코스카시에 있는, 동일본 여객철도 철도역이다. 요코스카 선이 지나간다. 역 양쪽 방향으로 터널이 나있는데, 승강장 길이가 모자라기 때문에 양방향으로 1칸씩은 출입문을 열지 않는다.

## 역 구조
섬식 1면 2선 구조의 지상역으로, 선상역사를 운영하고 있다. 역 업무는 동일본 환경 액세스가 대신 하고 있으며, 자동 개찰기에서 스이카 및 제휴 교통카드의 사용이 가능하다.

### 승강장
| 1 | ■ 요코스카 선 | 요코스카 · 구리하마 방면                                                      |
| 2 | ■ 요코스카 선 | 가마쿠라 · 요코하마 · 시나가와 · 도쿄 · 지바 · 나리타 공항 방면 (소부 쾌속선) |

## 역세권 정보
북쪽 출구 근처의 나가우라 항에는 해상자위대와 주일 미군의 창고 시설이 있다.
- 나가우라 항
- 다우라 우체국
- 자위대 요코스카 병원
- 국도 제16호선
- 요코하마 베이스타스 종합연습장 (베이스타스 구장)

## 역사
- 1904년 5월 1일 - 일본국유철도 (당시엔 "관설철도")의 역으로 개업하였다.
- 1987년 4월 1일 - 민영화에 따라 동일본 여객철도의 소속이 되었다.
- 2001년 11월 18일 - 스이카의 사용이 가능해졌다.
- 2001년 12월 1일 - 쇼난 신주쿠 라인 열차들이 직결 운행하기 시작했다.

## 갤러리

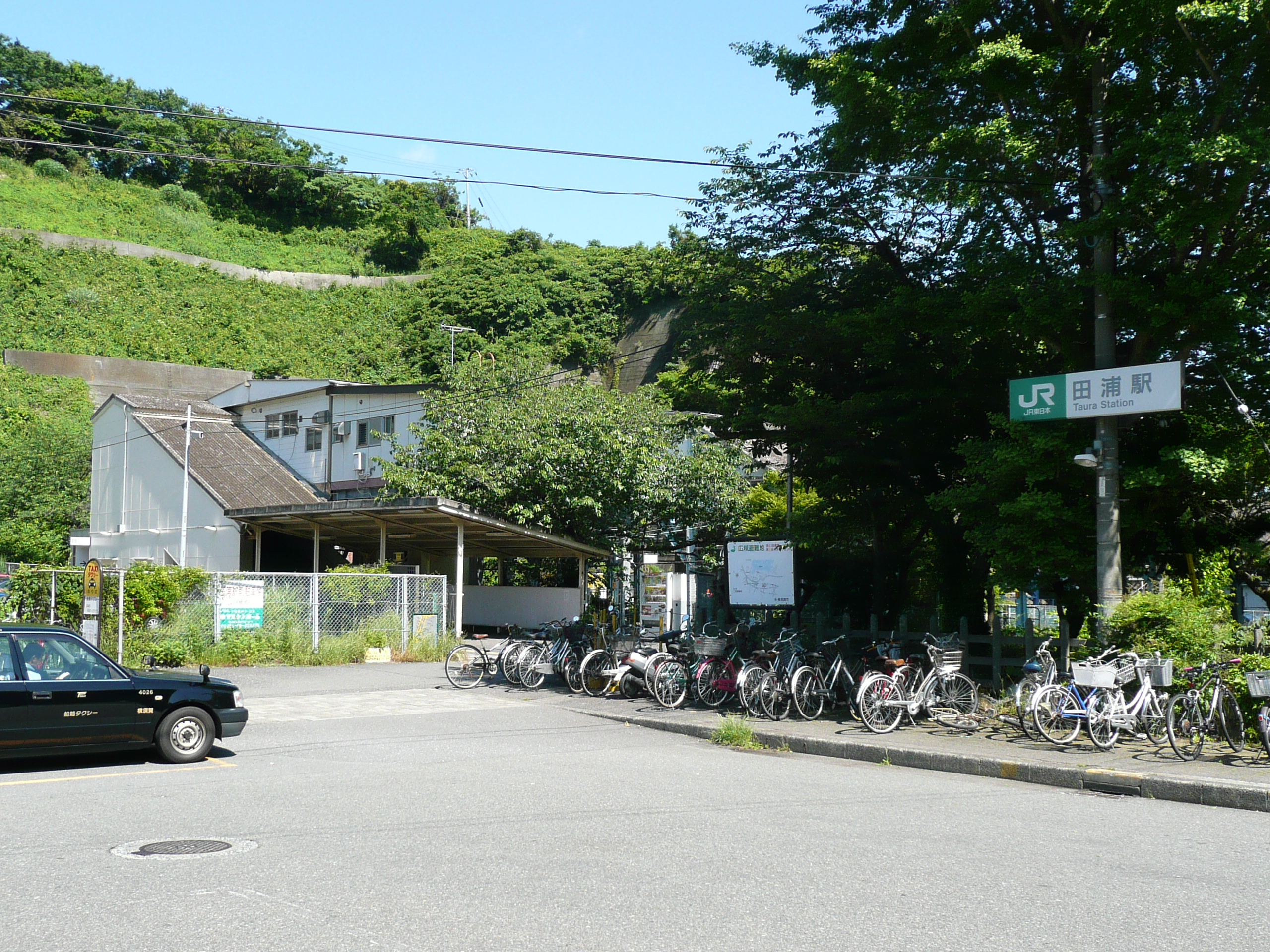
남쪽 출구 (2012년 5월)
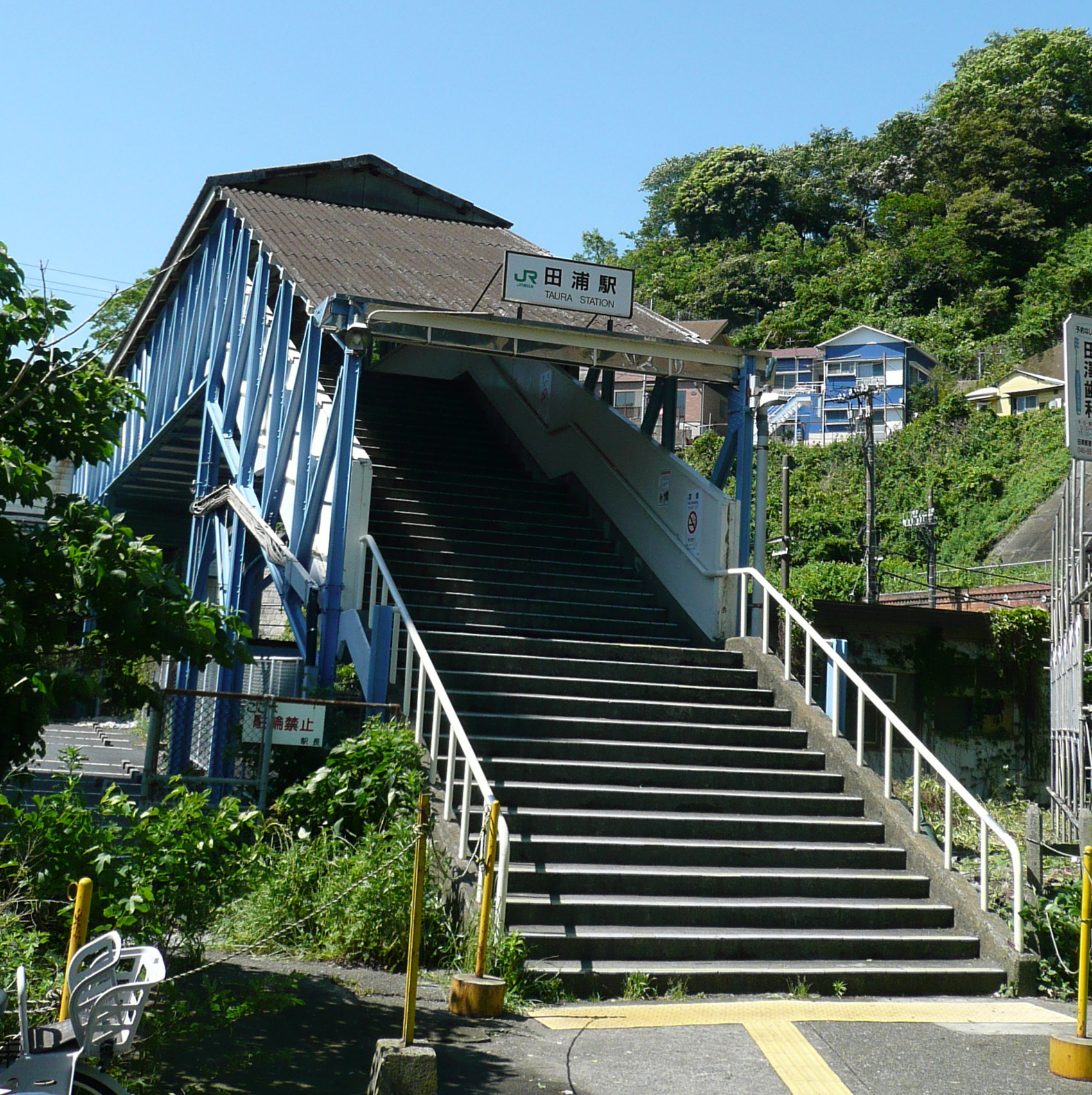
북쪽 출구 (2012년 5월)
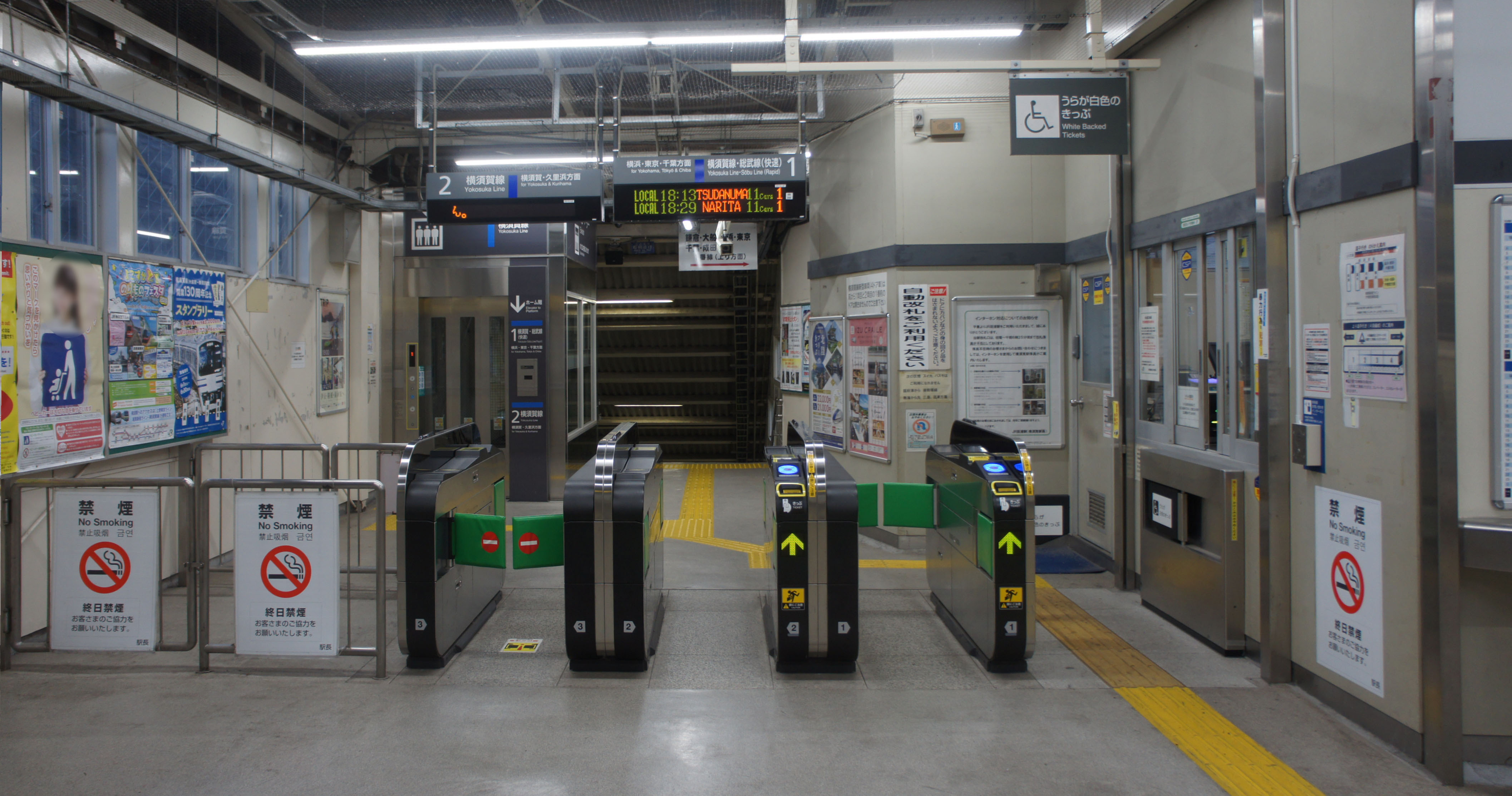
개찰구 (2019년 6월)
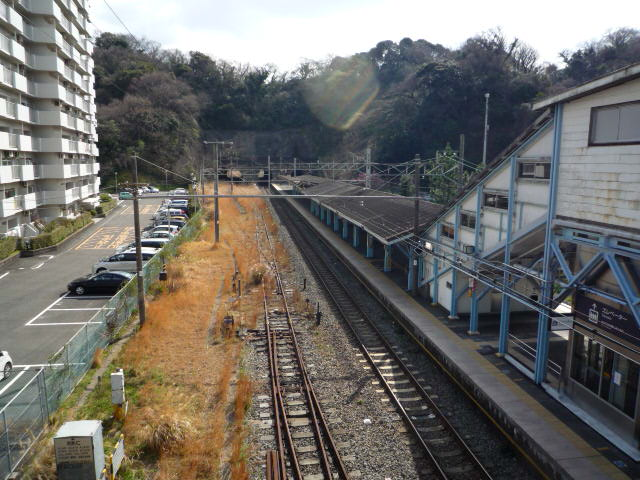
역 구내는 예전에는 화차가 왕래했다(2010년 3월)

## 인접역
| 동일본 여객철도 요코스카 선       | 동일본 여객철도 요코스카 선 | 동일본 여객철도 요코스카 선  |
| --------------------------------- | --------------------------- | ---------------------------- |
| JO 05 히가시즈시 도쿄 · 지바 방면 | 보통                        | JO 04 요코스카 구리하마 방면 |